# Markus Chejfec
Markus Chejfec, Maks Chejfec (ur. 22 kwietnia 1903 w Warszawie, zm. 1941 w Ponarach) – polski protistolog, protofizjolog i pisarz.

## Życiorys
Urodził się w 1903 jako syn Moszka i Sury z domu Zaterman. Uczył się w gimnazjum filologicznym R. Kowalskiego, po wybuchu I wojny światowej w Gimnazjum Władysława Giżyckiego. Wstąpił na ochotnika do wojska i przeszedł cały szlak bojowy 1 Dyonu Syberyjskiej Brygady 1 P.A.P. Pod Nasielskiem został ranny w wyniku czego w znacznym stopniu utracił słuch, czas rekonwalescencji wykorzystał na uzupełnianie wiedzy. W 1922 zdał egzamin maturalny, a następnie studiował na Wydziale Filozoficznym Uniwersytetu Warszawskiego, studia ukończył w 1928. Równocześnie od 1923 pracował jako nauczyciel w prywatnej szkole żydowskiej. Ponadto od 1926 był asystentem w Zakładzie Biologii Ogólnej, a później w Zakładzie Morfologii Doświadczalnej w Instytucie Biologii Doświadczalnej im. Marcelego Nenckiego. Tytuł doktora otrzymał po przedstawieniu w 1932 na Uniwersytecie Warszawskim przygotowanej pod kierunkiem prof. Konstantego Janickiego dysertacji Przebieg reorganizacji jądrowej u Paramecium caudatum. W 1933 zrezygnował z pracy w szkole, a rok później opuścił również etat w instytucie i wyjechał do Wilna, gdzie od 1935 pracował pod kierunkiem prof. Jana Dembowskiego jako starszy asystent w Zakładzie Biologii Uniwersytetu Stefana Batorego.
Publikował też jako pisarz pd pseudonimem Max Wit. Wydał dwie powieści: Trzecie pokolenie (Warszawa, 1933) i Wzloty (Warszawa, 1930) oraz książkę Mistrzostwo Natury (Warszawa, 1936).
Zginął zamordowany przez Niemców w Ponarach (według innych źródeł popełnił samobójstwo) w 1941.

## Prace
- O istocie adaptacji wymoczków do chlorku wapnia w środowisku, 1939;
- Zur Kenntnis der Kernreoganisationsprocesse bei Paramecium caudatum. Arch Protistenk 70, 1939;
- Die experimentellen Grenzwerte des Lebens von Protozoen. Arch Protistheilk 79, 1933.